# Сосна Нестерова
Сосна Нестерова — одна з найстаріших сосен Києва. Вік 250 років, обхват 2,80 м, висота 25 м.
Росте на вершині Вовчої гори (Артилерійська гірка) по вул. Малишка навпроти буд. 21. Названо на честь легендарного київського льотчика Першої світової війни Петра Нестерова, який брав участь в липні 1913 р. в цьому місці у спільних авіаційних і артилерійських навчаннях. У 2012 р. Київським еколого-культурним центром було проведено лікування меморіального дерева. У 2011 р. сосна Нестерова отримала статус ботанічної пам'ятки природи.

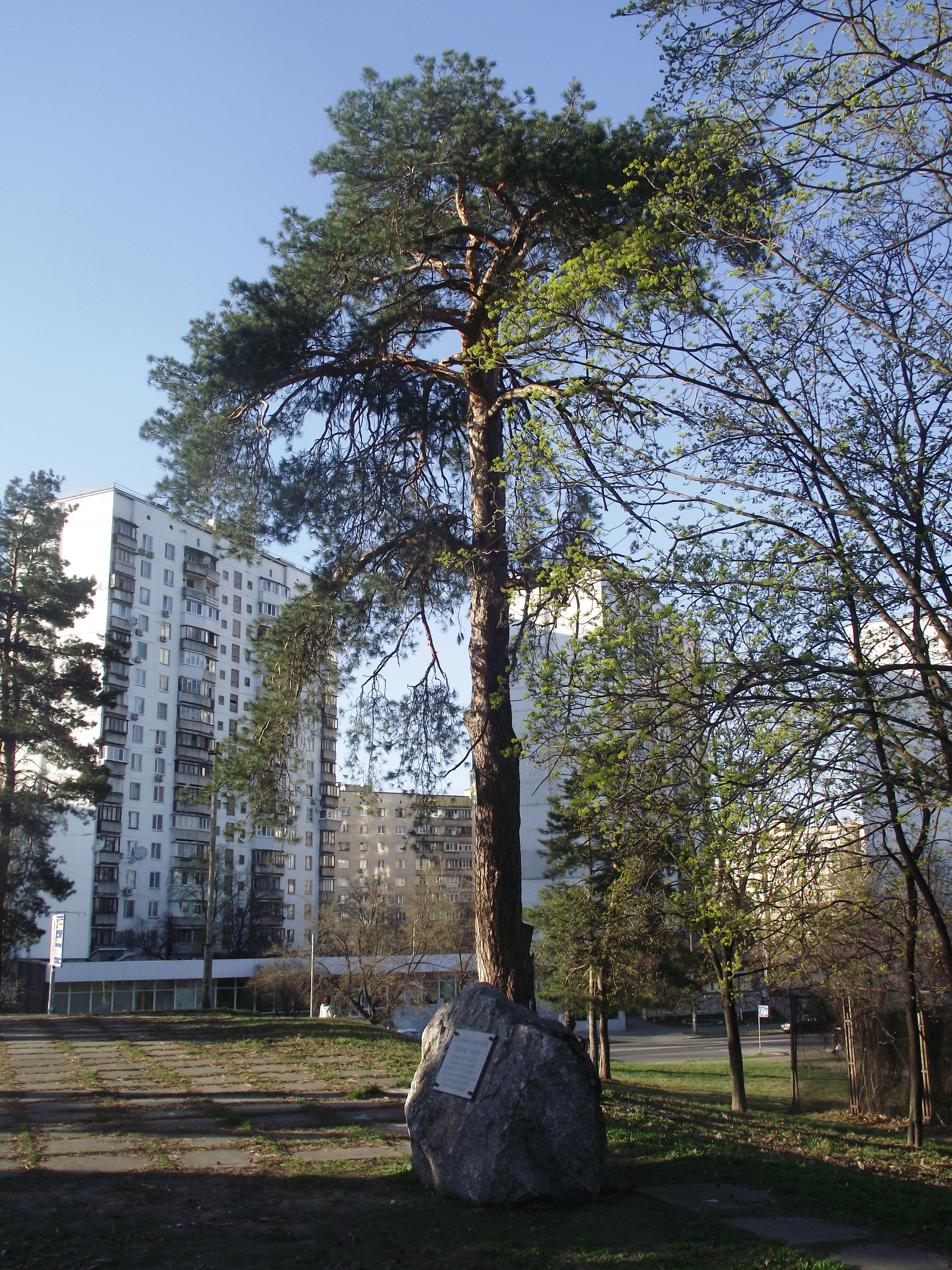
2013 рік
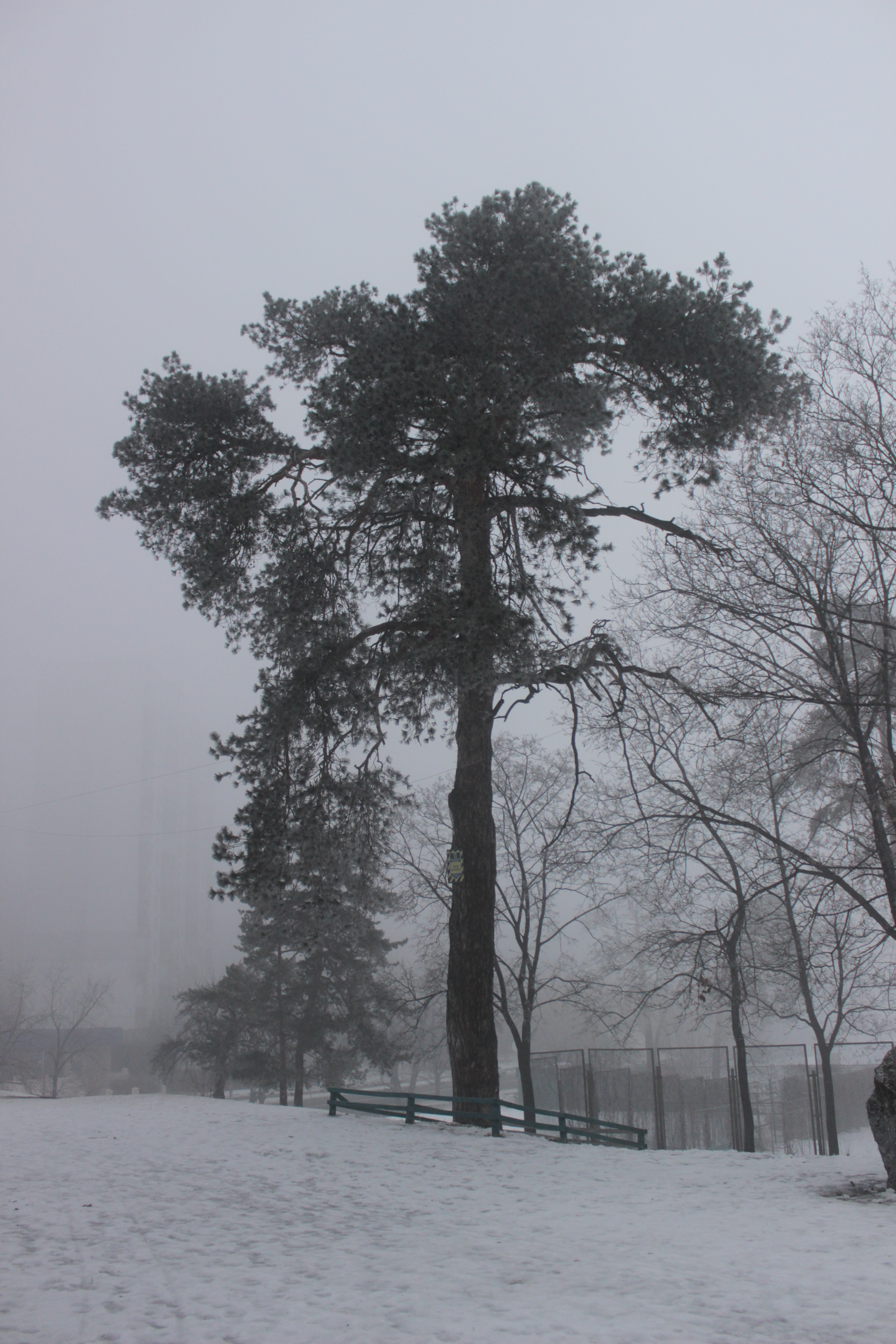
2017 рік
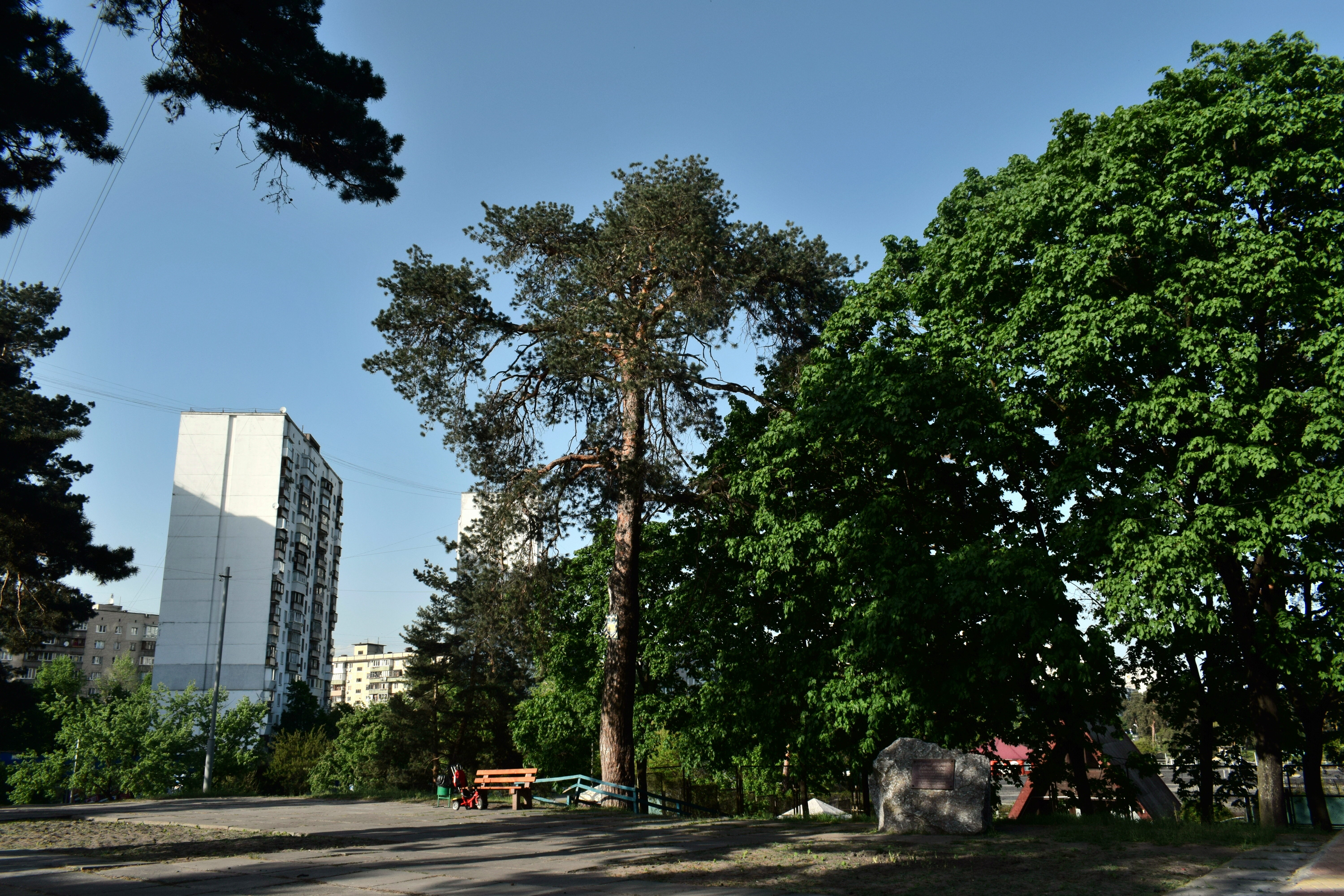
2018 рік
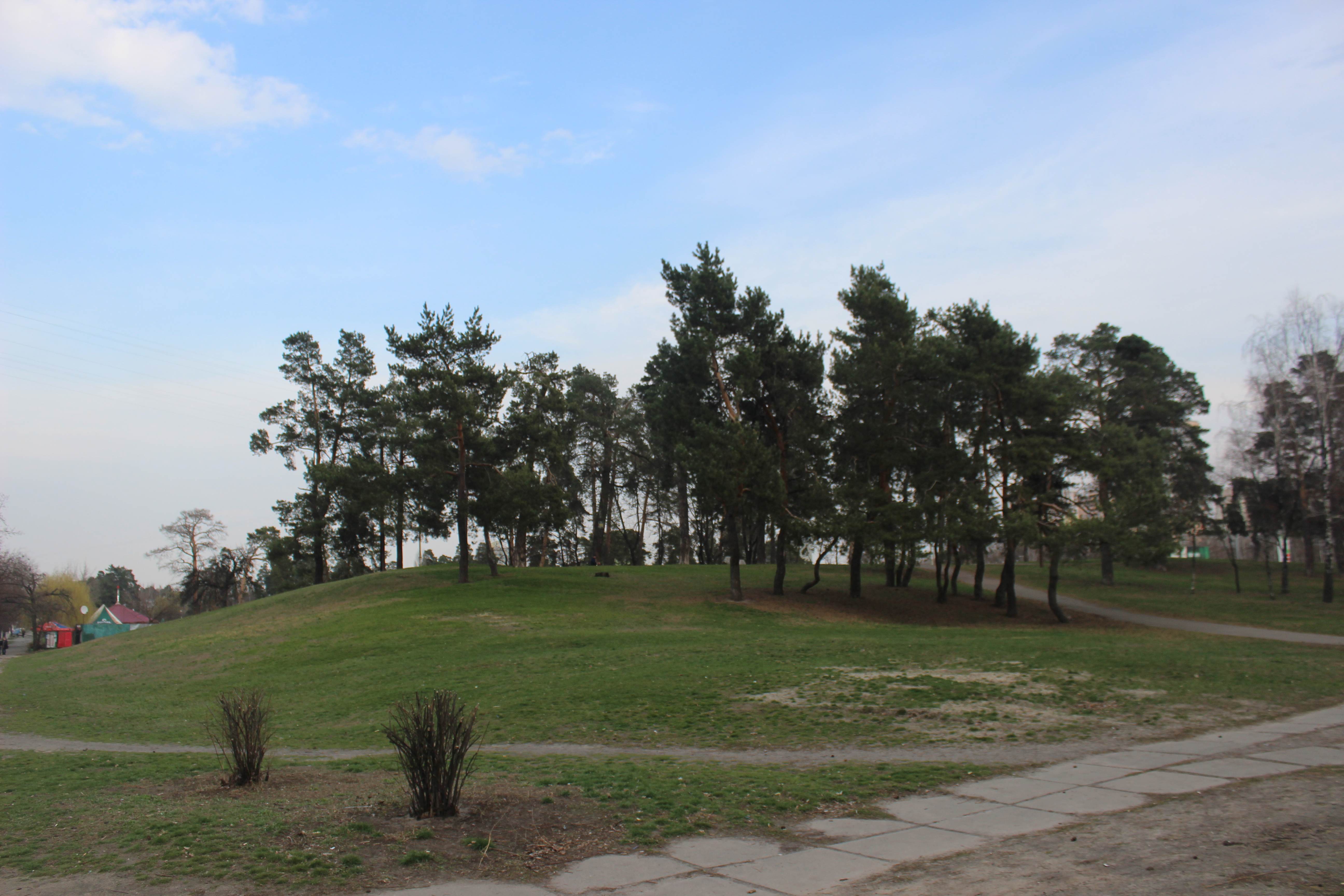
Артилерійська гірка
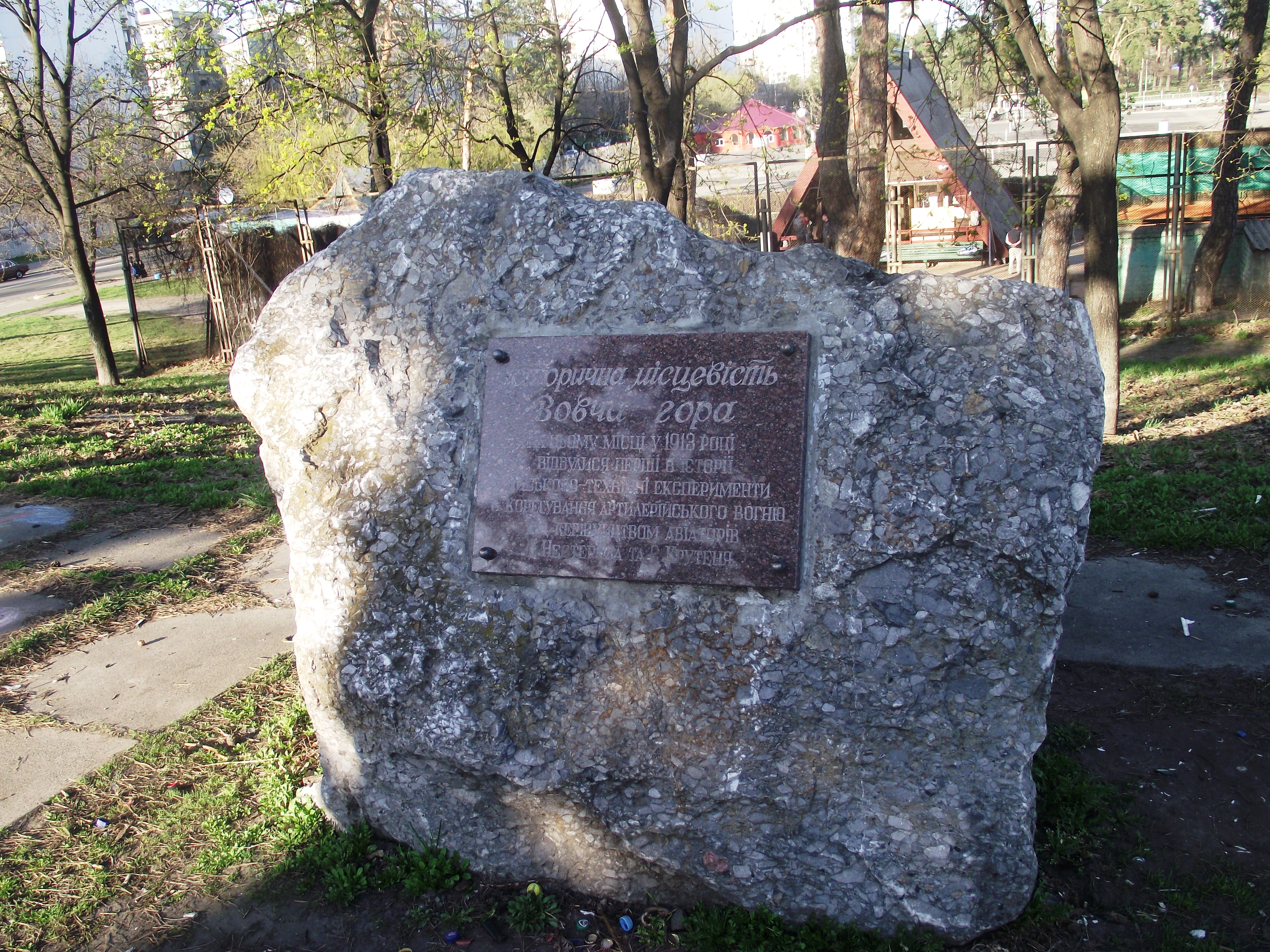
Пам'ятний камінь поблизу сосни
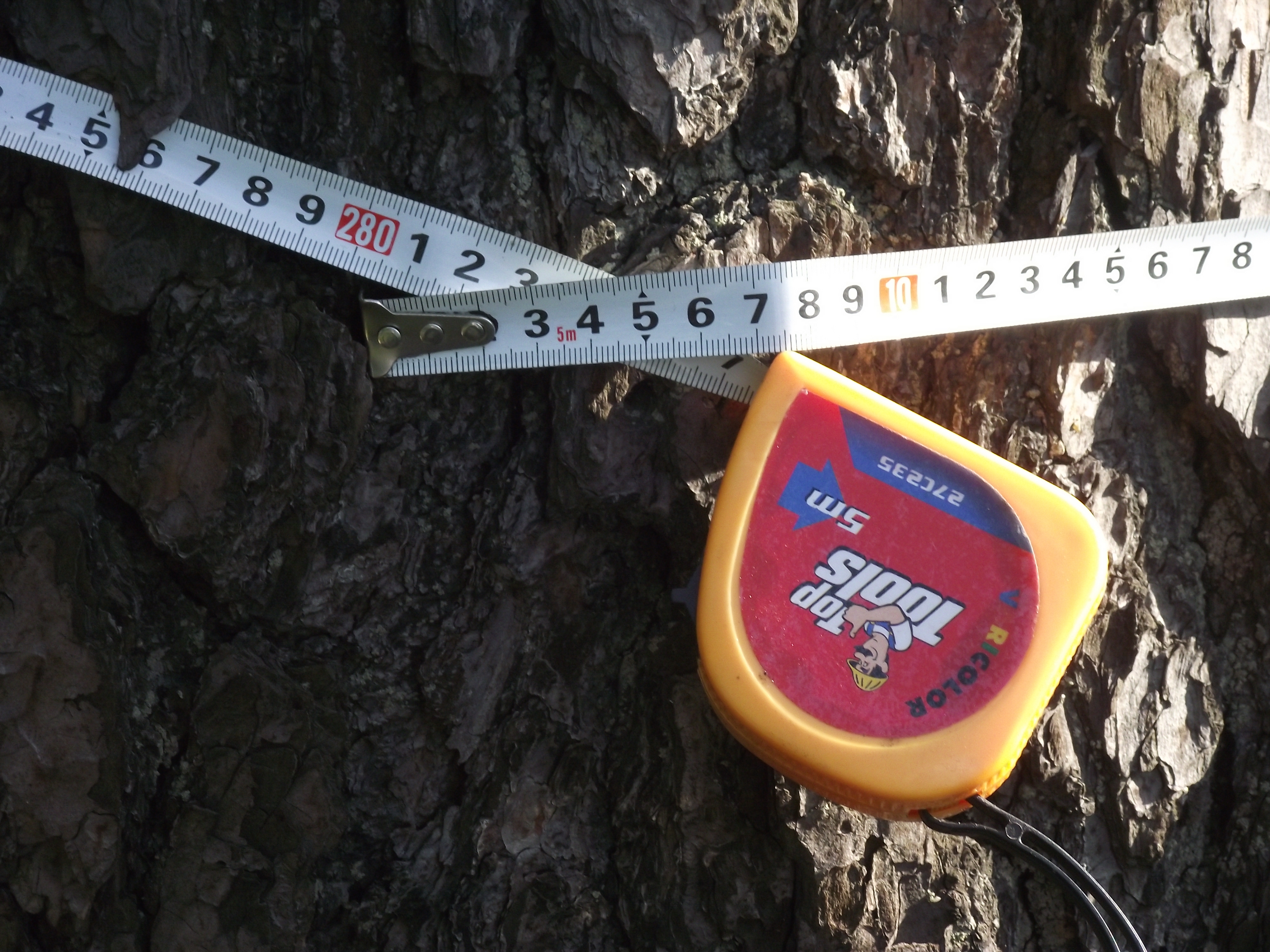
Обхват
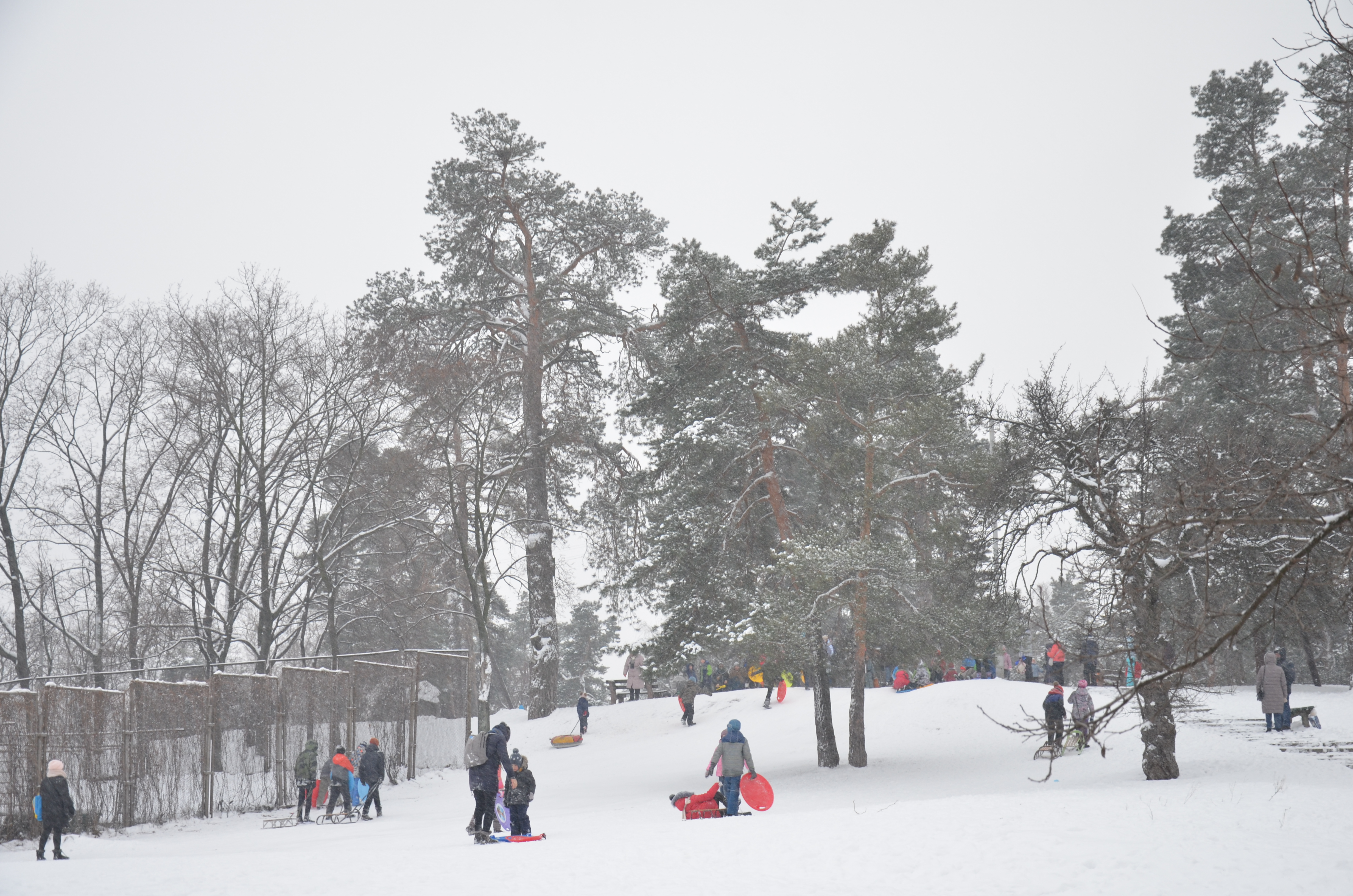
Взимку

## Виноски
1. 1 2   Шнайдер С. Л., Борейко В. Е., Стеценко Н. Ф. 500 выдающихся деревьев Украины. — К.: КЭКЦ, 2011. — 203 с.

## Ресурси Інтернету
- Фотогалерея видатних вікових дерев міста Києва